# 21089 Mochizuki
21089 Mochizuki (1992 CQ) là một tiểu hành tinh vành đai chính được phát hiện ngày 8 tháng 2 năm 1992 bởi T. Seki ở Geisei.